# Eliteserien 2025
Eliteserien 2025 là mùa giải thứ 81 của giải bóng đá hàng đầu tại Na Uy. Đây là mùa giải thứ chín của Eliteserien sau khi đổi tên từ Tippeligaen. Mùa giải bắt đầu vào ngày 29 tháng 3 năm 2025 và kết thúc vào ngày 30 tháng 11 năm 2025, không bao gồm các trận play-off.
Bodø/Glimt là đương kim vô địch. Vålerenga và Bryne tham gia với tư cách là các câu lạc bộ được thăng hạng từ Giải bóng đá hạng nhất Na Uy năm 2024, thay thế cho Lillestrøm và Odd.

## Các đội bóng

### Địa điểm
Mười sáu đội sẽ tranh tài trong giải đấu – mười bốn đội đứng đầu từ mùa giải trước và hai đội được thăng hạng từ giải hạng Nhất. Các đội được thăng hạng là Vålerenga và Bryne, những đội được thăng hạng sau lần lượt 1 và 21 mùa giải vắng mặt. Họ sẽ thay thế Lillestrøm và Odd, kết thúc thời gian thi đấu ở giải đấu hàng đầu lần lượt là 4 và 16 năm.

### Sân vận động
Ghi chú: Danh sách bảng theo thứ tự bảng chữ cái.
| Đội          | Số lần | Vị trí       | Hạt             | Sân vận động              | Cỏ       | Sức chứa |
| ------------ | ------ | ------------ | --------------- | ------------------------- | -------- | -------- |
| Bodø/Glimt   | 30     | Bodø         | Nordland        | Aspmyra                   | Nhân tạo | 8.300    |
| Brann        | 67     | Bergen       | Vestland        | Brann                     | Tự nhiên | 17.150   |
| Bryne        | 18     | Time         | Rogaland        | Bryne                     | Tự nhiên | 5.000    |
| Fredrikstad  | 44     | Fredrikstad  | Østfold         | Fredrikstad               | Nhân tạo | 12.560   |
| HamKam       | 26     | Hamar        | Innlandet       | Briskeby                  | Nhân tạo | 7.800    |
| Haugesund    | 19     | Haugesund    | Rogaland        | Haugesund Sparebank Arena | Tự nhiên | 8.754    |
| KFUM         | 2      | Oslo         | Oslo            | KFUM Arena                | Nhân tạo | 3.300    |
| Kristiansund | 8      | Kristiansund | Møre og Romsdal | Kristiansund              | Nhân tạo | 4.444    |
| Molde        | 49     | Molde        | Møre og Romsdal | Aker                      | Nhân tạo | 11.249   |
| Rosenborg    | 62     | Trondheim    | Trøndelag       | Lerkendal                 | Tự nhiên | 21.421   |
| Sandefjord   | 13     | Sandefjord   | Vestfold        | Jotun Arena               | Nhân tạo | 6.582    |
| Sarpsborg    | 14     | Sarpsborg    | Østfold         | Sarpsborg                 | Nhân tạo | 8.022    |
| Strømsgodset | 38     | Drammen      | Buskerud        | Marienlyst                | Nhân tạo | 8.935    |
| Tromsø       | 37     | Tromsø       | Troms           | Romssa Arena              | Nhân tạo | 6.687    |
| Viking       | 75     | Stavanger    | Rogaland        | Lyse Arena                | Nhân tạo | 15.900   |
| Vålerenga    | 64     | Oslo         | Oslo            | Intility Arena            | Nhân tạo | 16.555   |

### Nhân sự và tài trợ
| Đội          | HLV trưởng                          | Đội trưởng               | Nhà sản xuất trang phục | Nhà tài trợ trang phục | Nhà tài trợ trang phục |
| Đội          | HLV trưởng                          | Đội trưởng               | Nhà sản xuất trang phục | Chính                  | Khác0 |
| ------------ | ----------------------------------- | ------------------------ | ----------------------- | ---------------------- | --- |
| Bodø/Glimt   | Kjetil Knutsen                      | Patrick Berg             | Puma                    | SpareBank 1 Nord-Norge | Danh sách - - Trước: Action Now, Elkem - Sau: The Quartz Corp, MOT - Tay áo: Bodø Energi / Elkem (các trận UEFA) - Quần: Leonhard Nilsen & Sønner, LæreriNord - Tất: Coop Norge |
| Brann        | Freyr Alexandersson                 | Fredrik Pallesen Knudsen | Nike                    | Sparebanken Vest       | Danh sách - - Trước: Eviny, BOB BBL - Sau: FotMob, MOT - Tay áo: REMA 1000 - Quần: Lerøy, EGD Holding - Tất: Tide                                                               |
| Bryne        | Kevin Knappen                       | Axel Kryger              | Umbro                   | Sparebanken Sør        | Danh sách - - Trước: Aarbakke, M44 - Sau: NYO3, Like Muligheter - Tay áo: Prosjektil - Quần: Masiv, ECS - Tất: Servit                                                           |
| Fredrikstad  | Andreas Hagen                       | Vacant                   | Craft                   | OBOS                   | Danh sách - - Trước: Terje Høili, Stene Stål Gjenvinning - Sau: Europris - Tay áo: Værste AS - Quần: Unger Fabrikker, McDonald's - Tất: Toyota Østfold                          |
| HamKam       | Jakob Michelsen                     | Fredrik Sjølstad         | Puma                    | OBOS                   | Danh sách - - Trước: CC Hamar, Eidsiva Energi - Sau: SpareBank 1 Østlandet - Tay áo: Pepsi - Quần: Norsk Tipping, AJ Produkter - Tất: không                                     |
| Haugesund    | Sancheev Manoharan                  | Vacant                   | Umbro                   | Haugaland Kraft        | Danh sách - - Trước: DeepOcean, Haugesund Sparebank - Sau: AutoStore System, Mær enn tri poeng - Tay áo: Wee.no - Quần: PURO Hotels, Coop Norge - Tất: Volkswagen               |
| KFUM         | Johannes Moesgaard                  | Robin Rasch              | Hummel                  | OBOS                   | Danh sách - - Trước: Kiwi Minipris - Sau: Arctic Asset Management - Tay áo: Intility - Quần: Nord West Eiendom, R Utemiljø - Tất: Nettavisen                                    |
| Kristiansund | Amund Skiri                         | Dan Peter Ulvestad       | Puma                    | SpareBank 1 Nordmøre   | Danh sách - - Trước: Coop Norge, Lerøy - Sau: Slatlem, MOT - Tay áo: FG Eiendom - Quần: Olivita Kapsler, Alti Storkaia - Tất: Nordmøre Energiverk                               |
| Molde        | Per-Mathias Høgmo                   | Magnus Wolff Eikrem      | Adidas                  | Sparebanken Møre       | Danh sách - - Trước: Wenaas - Sau: Brunvoll, MOT - Tay áo: Istad - Quần: BDO Global - Tất: Stiftelsen VI                                                                        |
| Rosenborg    | Alfred Johansson                    | Ole Selnæs               | Adidas                  | SpareBank 1 SMN        | Danh sách - - Trước: Scandic Hotels - Sau: Coop Norge, MOT - Tay áo: SalMar - Quần: Adresseavisen - Tất: Vintervoll                                                             |
| Sandefjord   | Andreas Tegström                    | Filip Ottosson           | Macron                  | Jotun                  | Danh sách - - Trước: SpareBank 1 Sør-Norge, BDO Global - Sau: Harmonie Norge, Fotballstiftelsen - Tay áo: iteam AS - Quần: Color Line - Tất: không                              |
| Sarpsborg    | Christian Michelsen                 | Jo Inge Berget           | Hummel                  | Borregaard             | Danh sách - - Trước: Assist Consulting AS, Pretec Group - Sau: Frigaard Gruppen, Lions Clubs International - Tay áo: Økonomi-deler - Quần: DNB, Flexi Regnskap - Tất: không     |
| Strømsgodset | Jørgen Isnes                        | Gustav Valsvik           | Puma                    | Sparebanken Øst        | Danh sách - - Trước: Kiwi Minipris, Å Energi - Sau: H-vinduet Fjerdingstad, Blått hjerte - Tay áo: Quality Hotel River Station - Quần: ARBO Entreprenør - Tất: không            |
| Tromsø       | Jørgen Vik                          | Ruben Yttergård Jenssen  | Select                  | SpareBank 1 Nord-Norge | Danh sách - - Trước: Consto, Harila Bilforhandler - Sau: Ishavskraft, MOT - Tay áo: Explo Energidrikk - Quần: Extra (Coop), C&M Brannsikring - Tất: Kræmer                      |
| Viking       | Bjarte Lunde Aarsheim Morten Jensen | Zlatko Tripić            | Diadora                 | Lyse                   | Danh sách - - Trước: OBOS, SpareBank 1 Sør-Norge - Sau: Bouvet, Kraft og Kjærlighet - Tay áo: NiceMobil - Quần: Coop Norge, BDO Global - Tất: Coop Norge                        |
| Vålerenga    | Geir Bakke                          | Christian Borchgrevink   | Adidas                  | OBOS                   | Danh sách - - Trước: Coop Norge, Eidsiva Energi - Sau: Comfyballs, Vålerenga mot rasisme - Tay áo: Benchmark - Quần: Coca-Cola, Hurtigruta Carglass - Tất: Nettavisen           |

1. ↑  Bodø/Glimt thi đấu với đội hình có  đội trưởng, những người quyết định xem ai sẽ là đội trưởng theo từng trận đấu, Patrick Berg là lựa chọn phổ biến nhất. Đội ngũ đầy đủ bao gồm Ulrik Saltnes, Jostein Gundersen, Sondre Sørli, Patrick Berg, Sondre Brunstad Fet, Jens Petter Hauge và Brede Moe.[6]

### Thay đổi huấn luyện viên
| Đội        | HLV ra đi                             | Lý do                | Ngày ra đi | Vị trí trên BXH | HLV đến                               | Ngày ký    |
| ---------- | ------------------------------------- | -------------------- | ---------- | --------------- | ------------------------------------- | ---------- |
| Molde      | Erling Moe                            | Sa thải              | 8/12/2024  | Trước mùa giải  | Trond Strande Eirik Mæland (tạm thời) | 8/12/2024  |
| Sandefjord | Hans Erik Ødegaard                    | Ký bởi Lillestrøm    | 10/12/2024 | Trước mùa giải  | Không                                 | 10/12/2024 |
| Brann      | Eirik Horneland                       | Từ chức              | 10/12/2024 | Trước mùa giải  | Freyr Alexandersson                   | 13/1/2025  |
| Tromsø     | Gard Holme                            | Thỏa thuận           | 8/1/2025   | Trước mùa giải  | Không                                 | 8/1/2025   |
| Molde      | Trond Strande Eirik Mæland (tạm thời) | Hết quản lý tạm thời | 9/1/2025   | Trước mùa giải  | Per-Mathias Høgmo                     | 9/1/2025   |

1. ↑  Andreas Tegström đã là đồng quản lý và tiếp tục là quản lý duy nhất.
2. ↑  Jørgen Vik đã là đồng quản lý và tiếp tục là quản lý duy nhất.

## Bảng xếp hạng

### Bảng xếp hạng
| VT | Đội          | ST | T  | H | B  | BT | BB | HS  | Đ  | Giành quyền tham dự hoặc xuống hạng         |
| -- | ------------ | -- | -- | - | -- | -- | -- | --- | -- | ------------------------------------------- |
| 1  | Bodø/Glimt   | 19 | 13 | 3 | 3  | 49 | 17 | +32 | 42 | Tham dự vòng play-off Champions League      |
| 2  | Viking       | 19 | 13 | 3 | 3  | 47 | 26 | +21 | 42 | Tham dự vòng loại thứ hai Champions League  |
| 3  | Brann        | 18 | 11 | 3 | 4  | 33 | 26 | +7  | 36 | Tham dự vòng loại thứ hai Europa League     |
| 4  | Tromsø       | 18 | 10 | 3 | 5  | 30 | 25 | +5  | 33 | Tham dự vòng loại thứ hai Conference League |
| 5  | Rosenborg    | 18 | 8  | 6 | 4  | 24 | 21 | +3  | 30 |                                             |
| 6  | Sandefjord   | 18 | 9  | 1 | 8  | 35 | 26 | +9  | 28 |                                             |
| 7  | KFUM         | 18 | 7  | 5 | 6  | 29 | 20 | +9  | 26 |                                             |
| 8  | Fredrikstad  | 18 | 7  | 5 | 6  | 23 | 20 | +3  | 26 |                                             |
| 9  | Molde        | 18 | 7  | 3 | 8  | 25 | 23 | +2  | 24 |                                             |
| 10 | Vålerenga    | 18 | 7  | 3 | 8  | 28 | 28 | 0   | 24 |                                             |
| 11 | Sarpsborg    | 18 | 5  | 7 | 6  | 28 | 28 | 0   | 22 |                                             |
| 12 | HamKam       | 18 | 5  | 5 | 8  | 19 | 29 | −10 | 20 |                                             |
| 13 | Kristiansund | 18 | 5  | 5 | 8  | 20 | 33 | −13 | 20 |                                             |
| 14 | Bryne        | 18 | 5  | 4 | 9  | 21 | 30 | −9  | 19 | Tham dự vòng play-off Xuống hạng            |
| 15 | Strømsgodset | 18 | 3  | 0 | 15 | 21 | 42 | −21 | 9  | Xuống hạng Nhất                             |
| 16 | Haugesund    | 18 | 1  | 2 | 15 | 8  | 46 | −38 | 5  | Xuống hạng Nhất                             |

### Vị trí theo vòng
Bảng liệt kê vị trí của các đội sau mỗi vòng thi đấu. Để duy trì các diễn biến theo trình tự thời gian, bất kỳ trận đấu bù nào sẽ không được tính vào vòng đấu mà chúng đã được lên lịch ban đầu mà sẽ được tính thêm vào vòng đấu diễn ra ngay sau đó.
- 1,2,3 : thi đấu trước 1, 2, 3 trận
- a,b : còn 1, 2 trận chưa thi đấu

| Đội ╲ Vòng   | 1          | 2  | 3  | 4   | 5   | 6   | 7   | 8   | 9   | 10  | 11  | 12  | 13  | 14  | 15  | 16  | 17  | 18 | 19 | 20 | 21 | 22 | 23 | 24 | 25 | 26 | 27 | 28 | 29 | 30 |  |
| ------------ | ---------- | -- | -- | --- | --- | --- | --- | --- | --- | --- | --- | --- | --- | --- | --- | --- | --- | -- | -- | -- | -- | -- | -- | -- | -- | -- | -- | -- | -- | -- |  |
| Đội ╲ Vòng   | Bodø/Glimt | 7  | 1  | 5   | 2   | 4a  | 7b  | 8b  | 6b  | 5a  | 4a  | 5a  | 6a  | 5a  | 4   | 2   | 21  | 21 | 1  |    |    |    |    |    |    |    |    |    |    |    |  |
| Brann        | 16         | 11 | 41 | 1   | 1   | 21  | 31  | 21  | 2   | 2   | 2   | 2   | 2   | 32  | 51  | 31  | 3   | 3  |    |    |    |    |    |    |    |    |    |    |    |    |  |
| Bryne        | 11         | 14 | 10 | 12  | 15  | 15  | 13  | 11  | 10  | 11  | 12  | 11  | 10  | 12  | 12  | 13  | 12  | 14 |    |    |    |    |    |    |    |    |    |    |    |    |  |
| Fredrikstad  | 1          | 6  | 1  | 31  | 5   | 4   | 4   | 4   | 41  | 71  | 81  | 81  | 81  | 82  | 72  | 72  | 71  | 8  |    |    |    |    |    |    |    |    |    |    |    |    |  |
| HamKam       | 5          | 13 | 14 | 14  | 14  | 14  | 14  | 13  | 13  | 13  | 13  | 13  | 14  | 14  | 14  | 14  | 14  | 12 |    |    |    |    |    |    |    |    |    |    |    |    |  |
| Haugesund    | 12         | 16 | 16 | 16  | 161 | 161 | 161 | 161 | 161 | 161 | 161 | 161 | 161 | 161 | 161 | 161 | 161 | 16 |    |    |    |    |    |    |    |    |    |    |    |    |  |
| KFUM         | 2          | 9  | 12 | 13  | 13  | 13  | 15  | 15  | 15  | 14  | 14  | 14  | 11  | 10  | 9   | 8   | 8   | 7  |    |    |    |    |    |    |    |    |    |    |    |    |  |
| Kristiansund | 9          | 10 | 71 | 101 | 62  | 82  | 52  | 82  | 92  | 82  | 92  | 92  | 92  | 92  | 102 | 121 | 13  | 13 |    |    |    |    |    |    |    |    |    |    |    |    |  |
| Molde        | 15         | 15 | 15 | 15  | 11  | 9   | 10  | 12  | 111 | 101 | 101 | 121 | 131 | 131 | 13  | 11  | 9   | 9  |    |    |    |    |    |    |    |    |    |    |    |    |  |
| Rosenborg    | 6          | 2  | 3  | 5   | 31  | 31  | 21  | 31  | 32  | 32  | 32  | 42  | 42  | 52  | 42  | 52  | 51  | 5  |    |    |    |    |    |    |    |    |    |    |    |    |  |
| Sandefjord   | 13         | 7  | 11 | 9   | 7   | 5   | 7   | 5   | 7   | 6   | 6   | 5   | 7   | 6   | 6   | 6   | 6   | 6  |    |    |    |    |    |    |    |    |    |    |    |    |  |
| Sarpsborg    | 4          | 4  | 6  | 6   | 8   | 6   | 6   | 9   | 8   | 9   | 7   | 7   | 6   | 7   | 8   | 9   | 10  | 11 |    |    |    |    |    |    |    |    |    |    |    |    |  |
| Strømsgodset | 10         | 5  | 91 | 81  | 101 | 12  | 12  | 14  | 14  | 15  | 15  | 15  | 15  | 15  | 15  | 151 | 15  | 15 |    |    |    |    |    |    |    |    |    |    |    |    |  |
| Tromsø       | 8          | 12 | 13 | 11  | 12  | 10  | 9   | 7   | 6   | 5   | 4   | 3   | 3   | 2   | 3   | 4   | 4   | 4  |    |    |    |    |    |    |    |    |    |    |    |    |  |
| Viking       | 14         | 8  | 21 | 41  | 2   | 12  | 12  | 12  | 13  | 13  | 13  | 13  | 13  | 13  | 13  | 12  | 12  | 21 |    |    |    |    |    |    |    |    |    |    |    |    |  |
| Vålerenga    | 3          | 3  | 81 | 71  | 91  | 111 | 111 | 101 | 121 | 121 | 111 | 101 | 121 | 111 | 111 | 101 | 11  | 10 |    |    |    |    |    |    |    |    |    |    |    |    |  |

## Kết quả

### Tỷ số
| Nhà \ Khách  | BOD | BRA | BRY | FRE | HAM | HAU | KFU | KRI | MOL | ROS | SAN | SAR | STR | TRO | VIK | VÅL |
| ------------ | --- | --- | --- | --- | --- | --- | --- | --- | --- | --- | --- | --- | --- | --- | --- | --- |
| Bodø/Glimt   | —   | 3–0 |     |     | 3–0 |     | 3–0 |     |     | 4–0 | 2–0 | 1–2 | 1–0 | 1–1 | 2–4 | 7–2 |
| Brann        |     | —   | 3–2 |     |     |     |     | 4–2 | 0–3 | 0–0 | 1–0 | 2–2 | 2–1 | 3–1 | 3–1 |     |
| Bryne        | 0–1 |     | —   | 4–3 | 1–1 | 3–1 | 0–0 |     | 0–3 |     | 3–2 |     |     |     | 1–3 | 1–0 |
| Fredrikstad  | 0–1 | 3–0 |     | —   |     |     | 1–0 |     | 4–2 | 0–2 | 3–1 | 1–1 | 3–2 | 0–1 |     | 2–0 |
| HamKam       | 1–3 | 1–1 | 1–0 | 1–1 | —   |     | 0–0 | 2–1 | 2–1 |     |     |     |     | 1–3 | 2–5 |     |
| Haugesund    | 0–4 | 0–2 |     | 0–0 | 0–3 | —   | 0–2 | 0–0 |     |     |     | 3–2 | 0–5 |     | 1–4 |     |
| KFUM         |     | 2–0 | 1–1 |     |     |     | —   |     | 0–0 | 4–1 | 3–1 | 1–3 | 5–0 | 1–3 |     | 0–1 |
| Kristiansund | 1–1 |     | 2–1 | 0–1 |     |     | 0–5 | —   |     | 4–1 | 2–2 | 0–0 |     |     | 0–1 | 0–2 |
| Molde        | 2–2 |     | 2–0 |     | 1–0 | 2–1 | 2–3 | 0–1 | —   | a   |     | 0–2 | 4–1 |     | 0–1 |     |
| Rosenborg    |     |     | 3–0 | 1–0 | 2–0 | 1–0 | 1–1 | 1–1 | 0–0 | —   |     |     |     | 4–1 | 1–1 |     |
| Sandefjord   |     |     |     |     | 2–0 | 4–0 |     | 6–0 | 3–0 | 2–0 | —   | 3–2 | 3–2 |     | 1–2 | 2–1 |
| Sarpsborg    |     | 1–4 | 1–1 |     | 4–0 | 3–1 |     |     |     | 2–2 |     | —   | 2–3 | 0–1 |     | 1–1 |
| Strømsgodset | 0–5 | 1–2 | 0–2 |     | 0–3 | 2–0 |     | 1–2 |     | 1–2 |     |     | —   | 2–3 |     | 0–2 |
| Tromsø       | 2–1 | 1–2 | 3–1 | 0–0 |     | 1–0 |     | 2–3 | 1–0 |     | 0–1 |     |     | —   |     | 2–1 |
| Viking       | 2–4 |     |     | 3–0 |     | 5–1 | 3–1 | 3–1 |     |     | 3–1 | 0–0 | 1–0 | 4–4 | —   |     |
| Vålerenga    |     | 2–4 |     | 1–1 | 1–1 | 3–0 |     |     | 2–3 | 0–2 | 2–1 | 4–0 |     |     | 3–1 | —   |

### Bảng thắng bại
Tính đến ngày 17 tháng 8 năm 2025
- T = Thắng, H = Hòa, B = Bại
- [] = Trận đấu được tổ chức thi đấu trước (ví dụ trận đấu ở vòng 17 đã được thi đấu sau vòng 2 và trước vòng 3)
- – : không thi đấu
- () = Trận đấu bị hoãn

| Đội\Vòng     | 1 | 2     | 3 | 4     | 5  | 6  | 7 | 8     | 9 | 10 | 11 | 12 | 13    | 14 | 15    | Đội          | 16 | 17 | 18 | 19 | 20 | 21 | 22 | 23 | 24 | 25 | 26 | 27 | 28 | 29 | 30 | Đội          |
| ------------ | - | ----- | - | ----- | -- | -- | - | ----- | - | -- | -- | -- | ----- | -- | ----- | ------------ | -- | -- | -- | -- | -- | -- | -- | -- | -- | -- | -- | -- | -- | -- | -- | ------------ |
| Bodø/Glimt   | T | T     | H | T     | () | () | B | T [B] | T | T  | B  | H  | T (T) | T  | T (T) | Bodø/Glimt   | T  | H  | T  | –  |    |    |    |    |    |    |    |    |    |    |    | Bodø/Glimt   |
| Brann        | B | T [T] | T | T     | T  | H  | H | T [B] | T | B  | T  | H  | T     | B  | –     | Brann        | T  | –  | T  |    |    |    |    |    |    |    |    |    |    |    |    | Brann        |
| Bryne        | B | B     | T | B     | B  | B  | T | T     | T | H  | H  | H  | T     | B  | B     | Bryne        | B  | H  | B  |    |    |    |    |    |    |    |    |    |    |    |    | Bryne        |
| Fredrikstad  | T | B [T] | T | H     | () | T  | T | B [B] | H | B  | B  | H  | T (B) | H  | T     | Fredrikstad  | H  | –  | –  |    |    |    |    |    |    |    |    |    |    |    |    | Fredrikstad  |
| HamKam       | T | B     | B | B     | H  | B  | H | T     | T | B  | H  | H  | B     | H  | T     | HamKam       | B  | B  | T  |    |    |    |    |    |    |    |    |    |    |    |    | HamKam       |
| Haugesund    | B | B     | B | H [B] | B  | B  | B | B     | B | B  | H  | B  | B     | B  | B     | Haugesund    | B  | T  | –  |    |    |    |    |    |    |    |    |    |    |    |    | Haugesund    |
| KFUM         | T | B     | B | B     | H  | B  | B | B     | H | T  | T  | H  | T     | T  | T     | KFUM         | T  | H  | H  |    |    |    |    |    |    |    |    |    |    |    |    | KFUM         |
| Kristiansund | B | T [B] | T | B [H] | T  | B  | T | B     | B | T  | H  | H  | H     | B  | B     | Kristiansund | –  | –  | H  |    |    |    |    |    |    |    |    |    |    |    |    | Kristiansund |
| Molde        | B | B     | H | H     | T  | T  | B | B [T] | B | T  | B  | B  | B     | T  | –     | Molde        | T  | T  | H  |    |    |    |    |    |    |    |    |    |    |    |    | Molde        |
| Rosenborg    | T | T     | T | H [H] | T  | H  | T | B [T] | H | B  | H  | B  | T     | H  | T     | Rosenborg    | B  | –  | –  |    |    |    |    |    |    |    |    |    |    |    |    | Rosenborg    |
| Sandefjord   | B | T     | B | T     | T  | T  | B | T     | B | T  | B  | T  | B     | T  | T     | Sandefjord   | B  | B  | H  |    |    |    |    |    |    |    |    |    |    |    |    | Sandefjord   |
| Sarpsborg    | T | H     | T | B     | H  | T  | H | B     | H | H  | T  | T  | H     | H  | B     | Sarpsborg    | B  | B  | B  |    |    |    |    |    |    |    |    |    |    |    |    | Sarpsborg    |
| Strømsgodset | B | T [B] | B | T     | B  | () | B | B     | B | B  | B  | B  | B     | B  | B (B) | Strømsgodset | T  | –  | B  |    |    |    |    |    |    |    |    |    |    |    |    | Strømsgodset |
| Tromsø       | T | B     | B | H     | B  | T  | T | T     | T | T  | T  | T  | T     | T  | B     | Tromsø       | H  | H  | B  |    |    |    |    |    |    |    |    |    |    |    |    | Tromsø       |
| Viking       | B | T [T] | T | H [T] | H  | T  | T | T [T] | T | T  | H  | T  | B     | B  | T     | Viking       | –  | T  | –  | –  |    |    |    |    |    |    |    |    |    |    |    | Viking       |
| Vålerenga    | T | H [B] | B | T     | B  | B  | H | T     | B | B  | T  | H  | B     | T  | B     | Vålerenga    | T  | –  | T  |    |    |    |    |    |    |    |    |    |    |    |    | Vålerenga    |
| Đội\Vòng     | 1 | 2     | 3 | 4     | 5  | 6  | 7 | 8     | 9 | 10 | 11 | 12 | 13    | 14 | 15    | Đội          | 16 | 17 | 18 | 19 | 20 | 21 | 22 | 23 | 24 | 25 | 26 | 27 | 28 | 29 | 30 | Đội          |

## Thống kê

### Ghi bàn hàng đầu

#### Hat-trick
- H (= Home): Sân nhà
- A (= Away): Sân khách
- 4 : Ghi 4 bàn thắng

| Stt | Cầu thủ          | Câu lạc bộ   | Đối đầu với  | Tỷ số   | Thời gian               |
| --- | ---------------- | ------------ | ------------ | ------- | ----------------------- |
| 1   | Sander Kilen     | Kristiansund | Tromsø       | 3–2 (A) | Vòng 3, 20/4/2025       |
| 2   | Vegard Erlien    | Tromsø       | Viking       | 4–4 (A) | Vòng 4, 27/4/2025       |
| 3   | Zlatko Tripić    | Viking       | Haugesund    | 5–1 (H) | Đá trước V18, 30/4/2025 |
| 4   | Daniel Karlsbakk | Sarpsborg    | Haugesund    | 3–1 (H) | Vòng 12, 6/7/2025       |
| 5   | Sigurðarson      | Sandefjord   | Kristiansund | 6–0 (H) | Vòng 14, 20/7/2025      |
| 6   | Dino Islamović4  | Rosenborg    | Tromsø       | 4–1 (H) | Vòng 15, 27/7/2025      |